# Pioneer One
Pioneer One este un serial SF american din 2010 distribuit pe web care este produs de Josh Bernhard și Bracey Smith. Acesta a fost finanțat exclusiv prin donații și este primul serial creat pentru a fi lansat doar pe rețelele BitTorrent.